# Émile Oudri
Émile Oudri (Durtal, 11 janvier 1843 – Durtal, 14 août 1919), est un officier général français.

## Biographie
Né à Durtal (Maine-et-Loire), il est le fils d'un boulanger Joseph Oudri et de Marie Louise Chaudet.
En 1853, il entre au Prytanée militaire de La Flèche sous le matricule no 3123.
Il intègre l'École spéciale militaire de Saint-Cyr en 1860 (promotion du Céleste Empire).
En 1862, il en sort 120e sur 250 et intègre le 31e régiment d'infanterie (RI) en qualité de sous-lieutenant.
À partir du 17 juillet, avec son régiment, le lieutenant Oudri participe aux combats de la guerre franco-allemande de 1870.
Le 2 septembre 1870, à l'issue de la bataille de Sedan, il est fait prisonnier de guerre.
Il est libéré le 9 mars 1871 et réintègre le 31e RI.
Capitaine en 1872, il rejoint le 30e régiment d'infanterie.
Devenu général de division, il commande le 4e corps d'armée au Mans.
Chevalier de la Légion d’honneur depuis 1881, il est élevé à la dignité de grand officier de l'ordre le 29 décembre 1903.
Émile Oudri meurt au manoir de Serrain à Durtal le 14 août 1919.
Une espèce de lézard, Ptyodactylus oudrii, est nomée en son honneur.

### Grades
- 30 mars 1896 : général de brigade
- 30 octobre 1900 : général de division

### Décorations

#### Décorations françaises
- Grand officier de la Légion d'honneur (décret du 29 décembre 1903)
- Médaille coloniale (agrafes Algérie, Tunisie et Sahara)
- Chevalier de l'ordre des Palmes académiques (9 juillet 1880)
- Médaille commémorative de l'expédition du Tonkin
- Médaille commémorative de Madagascar
- Médaille commémorative de la guerre 1870–1871

#### Décorations étrangères
- Officier du Nichan Iftikhar (Tunisie, le 14 juillet 1883).

### Postes
- 30 mars 1896 : en disponibilité.
- 9 août 1896 : commandant de la 3e brigade d'infanterie d'Algérie et de la subdivision de Mascara
- 29 août 1900 : commandant de la 9e division d'infanterie et des subdivisions de région d'Auxerre, de Montargis, de Blois et d'Orléans
- 11 mars 1904 : commandant du 4e corps d'armée
- 11 mars 1907 : en disponibilité
- 11 janvier 1908 : placé dans la section de réserve